# Nawzad (huyện)
Naw Zad là một huyện thuộc tỉnh Helmand, Afghanistan. Dân số thời điểm năm 1999 là 42,19 người.